# Минеральная (платформа)
Минеральная — платформа Сахалинского региона Дальневосточной железной дороги.

## История
Открыта в 1921 году в составе пускового участка Холмск (Кита-Маока) — Чехов (Нода).

## Описание
Платформа представляет собой обычный остановочный пункт с короткой низкой посадочной платформой. Билетные кассы и навесы от дождя отсутствуют.

## Деятельность
По состоянию на декабрь 2010 года платформа обслуживает 2 пары пригородных дизельных поездов Холмск-Северный — Чехов и Холмск-Северный — Чехов — Томари.